# Допіаза
Допіаза (перською: دوپیازه, «дві цибулини») — рагу з Великого Ірану, розповсюджене також у Південній Азії, особливо в Індії. Один із основних інгредієнтів — цибуля. Страва зазвичай містить м'ясо (яловичину, курку, баранину, ягнятину) або морепродукти (креветки, тощо), проте його також можна приготувати у вегетаріанському стилі, наприклад, з бамією.

## Етимологія
Існують дві альтернативні версії, що пояснюють назву страви.
1. Цибулю додають на двох етапах приготування: нарізують або перемелюють для маринаду/підливи, а в якості гарніру/начинки — або маринують, або обсмажують до хрусткої скоринки[2].
2. У рецепті використовуються цибуля та м'ясо у співвідношенні 2:1[3].

## Історія
Ця страва виникла в Хорасані (сучасний Іран і Афганістан). Вона була завезена до Південної Азії Моголами (1526-1857) і поширилося по сусіднім  країнах разом із південноазіатською діаспорою. Регіональні варіанти розвинулися в таких місцях, як індійський Хайдарабад (місто, Індія), і в декількох регіонах Пакистану.
Згідно з легендою, страва була створена, коли мулла До-Піяза — придворний імператора Великих Моголів Акбара — випадково додав до страви велику кількість цибулі. Ця легенда вважається вигадкою, оскільки в жодних записах епохи Великих Моголів не згадується жоден придворний з таким ім'ям, а гумористичні анекдоти про його життя та жарти були опубліковані лише наприкінці XIX століття.

## Іранська допіаза
Допіазе — традиційна страва з Шираза, її можна приготувати з нарізаної кубиками або фаршу баранини/яловичини, курки, креветок, картоплі та великої кількості нарізаної цибулі.

## Інгредієнти
Як і в інших стравах Хайдарабада, додавання кислого інгредієнта є ключовою частиною допіазу. Найчастіше використовують сирі манго, проте також можна використовувати лимонний сік або журавлину. Основними інгредієнтами для допіази є курка або інше м'ясо, цибуля, імбирна та часникова паста, гострі спеції (чорний кардамон, гвоздика та перець горошком), сіль та порошок чилі. В Індії вважається різновидом карі.
Іранську допіазу можна приготувати з картоплі, цибулі, порошку куркуми, томатної пасти, сушеного листя пажитника та спецій.